# Eva-Maria Schermer
Eva-Maria Schermer (geboren 10. Mai 1946) ist eine deutsche Juristin. Sie war von 1987 bis 2011 Richterin, Vorsitzende Richterin und Mitglied des Präsidiums am Bundespatentgericht in München.

## Beruflicher Werdegang
Schermer schloss an ihr Studium der Rechtswissenschaft ein Promotionsstudium an. Eine Doktorarbeit unter dem Namen Schermer konnte nicht ermittelt werden. Vermutlich wurde diese unter ihrem nicht bekannten Geburtsnamen veröffentlicht.
Im Höheren Dienst wurde Schermer Regierungsdirektorin, bevor sie zum 24. März 1987 als Richterin an das Bundespatentgericht berufen wurde. Dort war sie Mitglied im 26., 27. und 33. Senat, alles Marken-Beschwerdesenate, in denen Beschwerden gegen Beschlüsse der Markenstellen und Markenabteilungen behandelt werden. Als ständige Vertreterin der rechtskundigen Mitglieder war sie auch im 1. Senat, einem Nichtigkeitssenat, der für die Zurücknahme von Patenten zuständig ist, und im 21. Senat, einem Technischen Beschwerdesenat, tätig.
Von 1998 bis 2003 war Schermer neben ihrer richterlichen Tätigkeit Mitglied des Präsidiums am Bundespatentgericht.
Seit 19. November 2001 war sie Vorsitzende Richterin des 27. Senats. Ab 2006 war sie Vorsitzende des 3. Senats, eines Nichtigkeitssenats, bis sie 2010 in den Ruhestand verabschiedet wurde.